# Martin Feigenwinter
Martin Feigenwinter (* 20. März 1970 in Liestal) ist ein ehemaliger Schweizer Eisschnellläufer.

## Leben und Karriere
Martin Feigenwinter wurde in Liestal als zweiter Sohn von Doris und Bruno Feigenwinter geboren. Er absolvierte eine Lehre als Biologielaborant und arbeitete schliesslich bei der Basler Chemie. Als er 25 Jahre alt war, entschied er sich für eine professionelle Eisschnelllaufkarriere. Er nahm 1994 bei den Olympischen Spielen in Lillehammer teil und belegte auf 5000 Meter den 28. Rang. Feigenwinter war in den Jahren 1993 bis 1995 imd 1997 Schweizer Meister im Vierkampf.
Beim Weltcup in Hamar 1996 über 10'000 Meter wurde er Fünfter. 1997 wurde er im Weltcup-Rennen von Baselga di Pinè über dieselbe Distanz Neunter. Das beste Ergebnis in einem Weltcup-Rennen erreichte er in Innsbruck, als er bei 10'000 Meter die Bronze-Medaille erlaufen konnte. In den Olympischen Spielen 1998 in Nagano belegte er bei 5000 Meter den 21. Rang.

## Werdegang
- Martin Feigenwinter in der Datenbank von Olympedia.org (englisch)